# 大須村 (岐阜県)
大須村（おおすむら）はかつて岐阜県羽島郡に存在した村である。
現在の羽島市桑原町大須、桑原町平太などに該当する。

## 歴史
- 中島郡長岡庄[2]
- 1889年（明治22年）7月1日 - 町村制により中島郡大須村が発足。
- 1897年（明治30年）4月1日[3] - 羽栗郡と中島郡が合併して羽島郡となる。
- 1897年（明治30年）4月1日 -
  - 大須村の一部（字平太島）は八神村に編入される。
  - 大須村の大部分は小薮村、午南新田と八神村の一部と合併し、小薮村が発足。同日大須村廃止。

## その他
- 名古屋市中区大須にある北野山真福寺宝生院（通称：大須観音）は、1612年（慶長17年）、この地の真福寺の一院である「宝生院」が名古屋城城下に移転したものである。現在の名古屋市大須の地名は、この大須村に由来する。